# Hârlău
Hârlău (també s'escriu Hîrlău, pronunciació en romanès: [hɨrˈləw]; en hebreu: חרלאו‎) és una ciutat del comtat de Iași, a l'oest de Moldàvia (Romania). Va ser una de les ciutats de la cort princiària de Moldàvia, al segle XV. Un poble, Pârcovaci, és administrat per la ciutat.
Se situa sobre la carretera E58, a mig camí entre Iaşi i Suceava.

## Població
El cens de 2011 tenia 10.905 habitants, un 93,85% de romanesos i un 6,06% de gitanos. Una gran comunitat jueva solia viure a Hârlău.
| Any  | Població | % de jueus |
| ---- | -------- | ---------- |
| 1803 | 784      |            |
| 1838 | 1.008    |            |
| 1859 | 1.389    |            |
| 1886 | 2.254    | 56,6       |
| 1899 | 2.718    | 59,9       |
| 1910 | 2.023    |            |
| 1930 | 2.032    | 22.3       |
| 1941 | 1.736    | 18,0       |
| 1942 | 1.300    |            |
| 1947 | 1.936    |            |
| 2004 | 11.271   |            |